# Stazione di Vallazza-Carbonara di Po
Stazione di Vallazza-Carbonara di Po vasútállomás Olaszországban, Lombardia régióban, Magnacavallo településen.

## Vasútvonalak
Az állomást az alábbi vasútvonalak érintik:
- Suzzara–Ferrara-vasútvonal

## Kapcsolódó állomások
A vasútállomáshoz az alábbi állomások vannak a legközelebb:
- Stazione di Sermide (Stazione di Ferrara, Suzzara–Ferrara-vasútvonal)
- Stazione di Magnacavallo (Stazione di Suzzara, Suzzara–Ferrara-vasútvonal)